# 都筑警察署
都筑警察署（つづきけいさつしょ）は、横浜市都筑区に存在する神奈川県警察が管轄する警察署の一つ。
横浜市警察部隷下、第二方面に属する中規模警察署。識別章所属表示はNG。市内の警察署の内で、最も歴史の新しい警察署である。
管轄区域は居住人口およそ20万人の横浜市都筑区全域。区内には比較的新興住宅地が多く、新たな商業施設等も増加しており、それに伴い各種犯罪、交通事案等の110番通報も増加傾向にある。また、管内を南北にはしる第三京浜道路の港北ICには高速道路交通警察隊の港北分駐所が設置されている。
管内に指定暴力団稲川会系組事務所が存在する。

## 所在地
- 神奈川県横浜市都筑区茅ケ崎中央34番1号

## 管轄区域
- 横浜市都筑区全域
  - 管轄面積：27.88km2

## 沿革
- 2000年5月　神奈川県警察52番目の警察署として開設（鉄筋コンクリート地下1階、地上4階建て）。

## 組織
署員数200名以上
- 署長（警視）
- 副署長（警視）
- 地域担当次長（警視）
- 刑事兼生活安全担当次長（警視）
- 警務課 - 警務係、住民相談係
- 留置管理課（平成28年度新設） - 管理係
- 会計課 - 会計係
- 生活安全課 - 防犯少年係、経済保安係
- 地域第一課 - 地域企画係、地域係
- 地域第二課 - 地域係
- 地域第三課 - 地域係

（警ら用無線自動車4台、小型警ら車3台）
- 刑事課 - 刑事総務係、強行犯係、知能犯係、盗犯係、鑑識係、暴力国際犯係、薬物銃器対策係
- 交通課 - 交通総務係、交通捜査係、交通指導係
- 警備課 - 公安係、外事係

（10課体制）
※「神奈川県警察の組織に関する規則（昭和44年3月31日、公安委員会規則第2号）」を参考にした。

## 交番
- 中川駅前交番　都筑区中川一丁目10番32号
- 荏田東交番　都筑区荏田東三丁目6番1号
- 川和交番　都筑区川和町969番地 （旧川和警察署跡地）
- 池辺町交番　都筑区池辺町4098番地
- 折本交番　都筑区折本町1458番地
- 仲町台駅前交番　都筑区仲町台一丁目4番1号
- センター北駅前交番　都筑区中川中央一丁目1番4号
- 北山田駅前交番　都筑区北山田1丁目6番11号

## 連絡所
- 大棚町連絡所　都筑区大棚町221番地（大棚町交番から連絡所に変更）

## 街頭緊急通報装置
- センター南駅周辺（都筑区茅ケ崎中央）　1基

## 自動車ナンバー自動読取装置（Nシステム）
- 都筑区川和町（県道12号）
- 都筑区池辺町（県道12号）
- 都筑区中川7丁目（県道13号）
- 都筑区東山田町（県道45号）
- 都筑区牛久保町（県道102号）
- 都筑区折本町（一般市道）

## 主な事件
- 鴨池公園内女性殺人・死体遺棄事件 - 未解決[1]